# Quercus sartorii
Quercus sartorii — вид дубів, що росте в Мексиці.

## Морфологічна характеристика
Дерево до 25 метрів у висоту. Кора темно-сіра, луската. Листки 9–12 × 3–4 см, від ланцетних до еліптичних; верхівка гостра, іноді загострена, з щетинками; основа округла чи зрізана, рідко клиноподібна, часто асиметрична; край не згорнутий, з окремою щетиною чи найчастіше з 6–8 парами зубців на верхівці на 1/2 чи 2/3 краю; молоде листя пурпурно-запушене; зріле листя зелене, тьмяне чи іноді злегка блискуче, голе зверху чи з деякими зірчастими волосками біля основи; голі чи з пазушними, зубчастими, іржавими пучками знизу; ніжка листка 15–40 мм, гола чи з розкиданими зірчастими волосками. Цвіте в лютому. Жолудь яйцеподібний, майже кулястий, завдовжки 10–13 мм, 7–10 мм ушир, безволосий, поодинокий чи парні, на 1/3–1/2 укладений в чашечку; дозрівання через 1 рік у вересні — листопаді.

## Поширення
Зростає в Мексиці (Веракрус, Сан-Луїс-Потосі, Ідальго, Пуебла, Оахака, Тамауліпас). Росте на висотах 1300–2400 метрів, віддає перевагу глибоким ґрунтам.